# 八幡村 (滋賀県)
八幡村（やはたむら）は、滋賀県神崎郡にあった村。現在の東近江市の北西部、能登川駅周辺から愛知川の左岸にかけての地域にあたる。現在は滋賀県道2号大津能登川長浜線に架かる八幡橋にその名が残る。

## 地理
- 山岳：和田山
- 河川：愛知川、山路川、大同川、躰光寺川、立位田川

## 歴史
- 1889年（明治22年）4月1日 - 町村制の施行により、長勝寺村・神郷村・種村・今村・垣見村・躰光寺村・阿弥陀堂村・川南村・小川村の区域をもって発足。
- 1927年（昭和2年）11月8日 - 栗見荘村を編入。
- 1942年（昭和17年）2月11日 - 能登川村・伊庭村・五峰村・栗見村と合併して能登川町が発足。同日八幡村廃止。

## 交通

### 鉄道路線
村域を鉄道省の東海道本線が通過し、能登川駅構内は当村大字垣見と八条村（のち五峰村）大字林の境界に跨っていた（正式な駅所在地としては林）。